# 49. Премія «Золотий метелик»
49. Премія «Золотий метелик» (тур. 49. Altın Kelebek Ödülleri) — є сорок дев'ятою премією «Золотий метелик», спонсором якої є бренд Pantene[en], що проводиться в Туреччині.
Результати номінацій оголошені 3 грудня 2023 року.

## Телевізійні премії

### Висхідна зірка
| Рік      | Категорія      | Номінант      | Результат |
| -------- | -------------- | ------------- | --------- |
| 2023 рік | Висхідна зірка | Сіла Тюркоглу | Перемога  |
| 2023 рік | Висхідна зірка | Сімай Барлас  | Перемога  |
| 2023 рік | Висхідна зірка | Озге Ягиз     | Перемога  |
| 2023 рік | Висхідна зірка | Джанер Топчу  | Перемога  |

### Телевізійні програми
| Категорія                               | Номінант                | Оригінальна назва                    | Результат |
| --------------------------------------- | ----------------------- | ------------------------------------ | --------- |
| Найкращий серіал                        | Перелітний птах         | Yalı Çapkını                         | Перемога  |
| Найкращий серіал                        | Сім'я                   | Aile                                 | Номінація |
| Найкращий серіал                        | Жар-птиці               | Ateş Kuşları                         | Номінація |
| Найкращий серіал                        | Зовсім інша людина      | Bambaşka Biri                        | Номінація |
| Найкращий серіал                        | Гора серця              | Gönül Dağı                           | Номінація |
| Найкращий серіал                        | Мої брати і сестри      | Kardeşlerim                          | Номінація |
| Найкращий серіал                        | Кизиловий шербет        | Kızılcık Şerbeti                     | Номінація |
| Найкращий серіал                        | Сапфір                  | Safir                                | Номінація |
| Найкращий серіал                        | Дикий                   | Yabani                               | Номінація |
| Найкращий серіал                        | Суд                     | Yargı                                | Номінація |
| Найкращий інтернет-серіал               | Клуб                    | Kulüp                                | Перемога  |
| Найкращий інтернет-серіал               | Актриса                 | Aktris                               | Номінація |
| Найкращий інтернет-серіал               | Я — сірий               | Ben Gri                              | Номінація |
| Найкращий інтернет-серіал               | Від кого ми тікали?     | Biz Kimden Kaçıyorduk Anne?          | Номінація |
| Найкращий інтернет-серіал               | Степ                    | Bozkır                               | Номінація |
| Найкращий інтернет-серіал               | Молот і роза: Бехзат Ч. | Çekiç ve Gül: Bir Behzat Ç. Hikayesi | Номінація |
| Найкращий інтернет-серіал               | Магарсус                | Magarsus                             | Номінація |
| Найкращий інтернет-серіал               | Гаряча голова           | Sıcak Kafa                           | Номінація |
| Найкращий інтернет-серіал               | Шахмаран                | Şahmaran                             | Номінація |
| Найкращий інтернет-серіал               | Кравець                 | Terzi                                | Номінація |
| Найкращий романтичний комедійний серіал | Якщо сильно полюбиш     | Ya Çok Seversen                      | Перемога  |
| Найкращий романтичний комедійний серіал | Тропіки                 | Dönence                              | Номінація |
| Найкращий романтичний комедійний серіал | Доля                    | Kısmet                               | Номінація |
| Найкращий романтичний комедійний серіал | Твоя душа не чує        | Ruhun Duymaz                         | Номінація |
| Найкращий романтичний комедійний серіал | Просто друзі            | Sadece Arkadaşız                     | Номінація |
| Найкращий романтичний комедійний серіал | Я тебе нікому не віддам | Vermem Seni Ellere                   | Номінація |
| Найкращий романтичний комедійний серіал | Літня пісня             | Yaz Şarkısı                          | Номінація |
| Найкращий комедійний серіал             | -                       | Güldür Güldür Show                   | Перемога  |
| Найкращий комедійний серіал             | Чоловік на паузі        | Andropoz                             | Номінація |
| Найкращий комедійний серіал             | Моя прекрасна сім'я     | Benim Güzel Ailem                    | Номінація |
| Найкращий комедійний серіал             | Дуже красиві рухи 2     | Çok Güzel Hareketler 2               | Номінація |
| Найкращий комедійний серіал             | Догу                    | Doğu                                 | Номінація |
| Найкращий комедійний серіал             | Гібі                    | Gibi                                 | Номінація |
| Найкращий комедійний серіал             | Гарні дні               | Güzel Günler                         | Номінація |
| Найкращий комедійний серіал             | За скоєним не плачуть   | Kendi Düşen Ağlamaz                  | Номінація |
| Найкращий комедійний серіал             | Лейла і Меджнун         | Leyla ile Mecnun                     | Номінація |
| Найкращий комедійний серіал             | Принц                   | Prens                                | Номінація |
| Найкраща журнальна програма             | -                       | Müge ve Gülşen'le 2. Sayfa           | Перемога  |
| Найкраща конкурсна програма             | -                       | MasterChef Türkiye                   | Перемога  |
| Найкраща спортивна програма             | -                       | beIN Süper Lig                       | Перемога  |
| Найкраща денна програма                 | -                       | Esra Erol'dag                        | Перемога  |

### Акторська діяльність
| Категорія                              | Номінант                                               | Оригінальна назва                                       | Результат |
| -------------------------------------- | ------------------------------------------------------ | ------------------------------------------------------- | --------- |
| Найкраща акторка                       | Пінар Деніз — Вирок                                    | Pınar Deniz - Yargı                                     | Перемога  |
| Найкраща акторка                       | Афра Сарачоглу — Перелітний птах                       | Afra Saraçoğlu - Yalı Çapkını                           | Номінація |
| Найкраща акторка                       | Бурджу Бириджик — Дівчина за склом                     | Burcu Biricik - Camdaki Kız                             | Номінація |
| Найкраща акторка                       | Джерен Каракоч — Кизиловий шербет                      | Ceren Karakoç - Kızılcık Şerbeti                        | Номінація |
| Найкраща акторка                       | Еврім Аласья — Кизиловий шербет                        | Evrim Alasya - Kızılcık Şerbeti                         | Номінація |
| Найкраща акторка                       | Ґьокче Бахадир — Клуб                                  | Gökçe Bahadır - Kulüp                                   | Номінація |
| Найкраща акторка                       | Ханде Ерчел — Зовсім інша людина                       | Hande Erçel - Bambaşka Biri                             | Номінація |
| Найкраща акторка                       | Серенай Сарикая — Сім'я                                | Serenay Sarıkaya - Aile                                 | Номінація |
| Найкраща акторка                       | Сила Тюркоглу — Кизиловий шербет                       | Sıla Türkoğlu - Kızılcık Şerbeti                        | Номінація |
| Найкраща акторка                       | Су Бурджу Джошкун — Мої брати і сестри                 | Su Burcu Yazgı Coşkun - Kardeşlerim                     | Номінація |
| Найкращий актор                        | Саліх Бадемчі — Камінь бажань, Кравець, Клуб           | Salih Bademci - Dilek Taşı, Terzi, Kulüp                | Перемога  |
| Найкращий актор                        | Берк Атан — Гора серця                                 | Berk Atan - Gönül Dağı                                  | Номінація |
| Найкращий актор                        | Їгіт Кочак — Мої брати і сестри                        | Bilal Yiğit Koçak - Kardeşlerim                         | Номінація |
| Найкращий актор                        | Бурак Деніз — Зовсім інша людина                       | Burak Deniz - Bambaşka Biri                             | Номінація |
| Найкращий актор                        | Бурак Беркай Акгюль — Сапфір                           | Burak Berkay Akgül - Safir                              | Номінація |
| Найкращий актор                        | Чагатай Улусой — Кравець                               | Çağatay Ulusoy - Terzi                                  | Номінація |
| Найкращий актор                        | Каан Урганджиоглу — Вирок                              | Kaan Urgancıoğlu - Yargı                                | Номінація |
| Найкращий актор                        | Киванч Татлитуг — Сім'я                                | Kıvanç Tatlıtuğ - Aile                                  | Номінація |
| Найкращий актор                        | Мерт Рамазан Демір — Перелітний птах                   | Mert Ramazan Demir - Yalı Çapkını                       | Номінація |
| Найкращий актор                        | Онур Сеїт Яран — Мої брати і сестри                    | Onur Seyit Yaran - Kardeşlerim                          | Номінація |
| Найкраща акторка у комедійному серіалі | Еджем Еркек — Гарні дні                                | Ecem Erkek - Güzel Günler                               | Перемога  |
| Найкраща акторка у комедійному серіалі | Біннур Кая — Гарні дні                                 | Binnur Kaya - Güzel Günler                              | Номінація |
| Найкраща акторка у комедійному серіалі | Дуже красиві рухи 2                                    | Çok Güzel Hareketler 2 Ekibi                            | Номінація |
| Найкраща акторка у комедійному серіалі | Деніз Ішин — Лейла і Меджнун                           | Deniz Işın - Leyla ile Mecnun                           | Номінація |
| Найкраща акторка у комедійному серіалі | Еге Кекенлі — Догу                                     | Ege Kökenli - Doğu                                      | Номінація |
| Найкраща акторка у комедійному серіалі | Ейлюль Тумбар — За скоєним не плачуть                  | Eylül Tumbar - Kendi Düşen Ağlamaz                      | Номінація |
| Найкраща акторка у комедійному серіалі | -                                                      | Güldür Güldür Show Ekibi                                | Номінація |
| Найкраща акторка у комедійному серіалі | Лейла Танлар — Гарні дні                               | Leyla Tanlar - Güzel Günler                             | Номінація |
| Найкраща акторка у комедійному серіалі | Шебнем Бозоклу — Радість мого життя                    | Şebnem Bozoklu - Hayatımın Neşesi                       | Номінація |
| Найкраща акторка у комедійному серіалі | Зейнеп Чамджі — Гарні дні                              | Zeynep Çamcı - Güzel Günler                             | Номінація |
| Найкращий актор у комедійному серіалі  | Чаглар Чорумлу — Поручения                             | Çağlar Çorumlu - Ayak İşleri                            | Перемога  |
| Найкращий актор у комедійному серіалі  | Бурак Дакак — Гарні дні                                | Burak Dakak - Güzel Günler                              | Номінація |
| Найкращий актор у комедійному серіалі  | Дуже красиві рухи 2                                    | Çok Güzel Hareketler 2 Ekibi                            | Номінація |
| Найкращий актор у комедійному серіалі  | Догу Деміркол — Догу                                   | Doğu Demirkol - Doğu                                    | Номінація |
| Найкращий актор у комедійному серіалі  | Енес Кочак — За скоєним не плачуть                     | Enes Koçak - Kendi Düşen Ağlamaz                        | Номінація |
| Найкращий актор у комедійному серіалі  | Енґін Ґюнайдін — Чоловік на паузі                      | Engin Günaydın - Andropoz                               | Номінація |
| Найкращий актор у комедійному серіалі  | Фейяз Їгіт — Гібі                                      | Feyyaz Yiğit - Gibi                                     | Номінація |
| Найкращий актор у комедійному серіалі  | Ґерай Алтинок — Принц                                  | Giray Altınok - Prens                                   | Номінація |
| Найкращий актор у комедійному серіалі  | -                                                      | Güldür Güldür Show Ekibi                                | Номінація |
| Найкраща акторка романтичної комедії   | Хафсанур Санджактутан — Якщо сильно полюбиш            | Hafsanur Sancaktutan - Ya Çok Seversen                  | Перемога  |
| Найкраща акторка романтичної комедії   | Бурджу Озберк — Твоя душа не чує                       | Burcu Özberk - Ruhun Duymaz                             | Номінація |
| Найкраща акторка романтичної комедії   | Бусе Мерал — Я тебе нікому не віддам                   | Buse Meral - Vermem Seni Ellere                         | Номінація |
| Найкраща акторка романтичної комедії   | Хазар Ергючлю — Просто друзі                           | Hazar Ergüçlü - Sadece Arkadaşız                        | Номінація |
| Найкраща акторка романтичної комедії   | Нілсу Берфін Акташ — Літня пісня                       | Nilsu Berfin Aktaş - Yaz Şarkısı                        | Номінація |
| Найкраща акторка романтичної комедії   | Озге Озакар — Доля                                     | Özge Özacar - Kısmet                                    | Номінація |
| Найкращий актор романтичної комедії    | Керем Бюрсін — Якщо сильно полюбиш                     | Kerem Bürsin - Ya Çok Seversen                          | Перемога  |
| Найкращий актор романтичної комедії    | Джем Геліноглу — Доля                                  | Cem Gelinoğlu - Kısmet                                  | Номінація |
| Найкращий актор романтичної комедії    | Дженан Адигюзель — Доля                                | Cenan Adıgüzel - Kısmet                                 | Номінація |
| Найкращий актор романтичної комедії    | Ефекан Джан — Літня пісня                              | Efekan Can - Yaz Şarkısı                                | Номінація |
| Найкращий актор романтичної комедії    | Емре Бей — Я тебе нікому не віддам                     | Emre Bey - Vermem Seni Ellere                           | Номінація |
| Найкращий актор романтичної комедії    | Кубілай Ака — Просто друзі                             | Kubilay Aka - Sadece Arkadaşız                          | Номінація |
| Найкращий актор романтичної комедії    | Мустафа Мерт Коч — Літня пісня                         | Mustafa Mert Koç - Yaz Şarkısı                          | Номінація |
| Найкращий актор романтичної комедії    | Шюкрю Озйілдиз — Твоя душа не чує                      | Şükrü Özyıldız - Ruhun Duymaz                           | Номінація |
| Найкращий дитячий актор / акторка      | Ада Ерма — Клуб                                        | Ada Erma - Kulüp                                        | Перемога  |
| Найкращий дитячий актор / акторка      | Адін Кюльче— Якщо сильно полюбиш                       | Adin Külçe - Ya Çok Seversen                            | Номінація |
| Найкращий дитячий актор / акторка      | Ельміра Туана Олбай — Жар-птиці                        | Almila Tuana Albay - Ateş Kuşları                       | Номінація |
| Найкращий дитячий актор / акторка      | Арвен Едже Явуз — Якщо сильно полюбиш                  | Arven Ece Yavuz - Ya Çok Seversen                       | Номінація |
| Найкращий дитячий актор / акторка      | Айлін Акпінар — Мої брати і сестри                     | Aylin Akpınar - Kardeşlerim                             | Номінація |
| Найкращий дитячий актор / акторка      | Азра Аксу — Промінчик світла                           | Azra Aksu - Bir Küçük Gün Işığı                         | Номінація |
| Найкращий дитячий актор / акторка      | Еліф Куртаран — Принцеса без корони                    | Elif Kurtaran - Taçsız Prenses                          | Номінація |
| Найкращий дитячий актор / акторка      | Лена Наз Калайджи — Камінь бажань                      | Lena Naz Kalaycı - Dilek Taşı                           | Номінація |
| Найкращий дитячий актор / акторка      | Метехан Паратли — Омер                                 | Metehan Parıltı - Ömer                                  | Номінація |
| Найкращий дитячий актор / акторка      | Улкю Хілал Чіфтчі — Тропіки                            | Ülkü Hilal Çiftçi - Dönence                             | Номінація |
| Найкраща пара серіалу                  | Серенай Сарикая, Киванч Татлитуг — Сім'я               | Serenay Sarıkaya ve Kıvanç Tatlıtuğ - Aile              | Перемога  |
| Найкраща пара серіалу                  | Афра Сарачоглу, Мерт Рамазан Демір — Перелітний птах   | Afra Saraçoğlu ve Mert Ramazan Demir - Yalı Çapkını     | Номінація |
| Найкраща пара серіалу                  | Бурджу Озберк, Шюкрю Озйілдиз — Твоя душа не чує       | Burcu Özberk ve Şükrü Özyıldız - Ruhun Duymaz           | Номінація |
| Найкраща пара серіалу                  | Демет Оздемір, Енгін Акюрек — Мене звуть Фарах         | Demet Özdemir ve Engin Akyürek - Adım Farah             | Номінація |
| Найкраща пара серіалу                  | Ґьокче Бахадир, Фират Таниш — Клуб                     | Gökçe Bahadır ve Fırat Tanış - Kulüp                    | Номінація |
| Найкраща пара серіалу                  | Ґьокче Бахадир, Селахаттін Пашалі — Омер               | Gökçe Bahadır ve Selahattin Paşalı - Ömer               | Номінація |
| Найкраща пара серіалу                  | Ханде Ерчел , Бурак Деніз — Зовсім інша людина         | Hande Erçel ve Burak Deniz - Bambaşka Biri              | Номінація |
| Найкраща пара серіалу                  | Пінар Деніз, Каан Урганджиоглу — Вирок                 | Pınar Deniz ve Kaan Urgancıoğlu - Yargı                 | Номінація |
| Найкраща пара серіалу                  | Сила Тюркоглу, Догукан Гюнгор — Кизиловий шербет       | Sıla Türkoğlu ve Doğukan Güngör - Kızılcık Şerbeti      | Номінація |
| Найкраща пара серіалу                  | Су Бурджу Джошкун, Онур Сеит Яран — Мої брати і сестри | Su Burcu Yazgı Coşkun ve Onur Seyit Yaran - Kardeşlerim | Номінація |

### Творчі категорії
| Категорія          | Номінант                                     | Оригінальна назва                               | Результат |
| ------------------ | -------------------------------------------- | ----------------------------------------------- | --------- |
| Кращий режисер     | Кетче — Кизиловий шербет                     | Ketche - Kızılcık Şerbeti                       | Перемога  |
| Кращий режисер     | Ахмет Катиксиз — Сім'я                       | Ahmet Katıksız - Aile                           | Номінація |
| Кращий режисер     | Ахмет Йилмаз — Заснування: Осман             | Ahmet Yılmaz - Kuruluş Osman                    | Номінація |
| Кращий режисер     | Алі Білгін — Вирок                           | Ali Bilgin - Yargı                              | Номінація |
| Кращий режисер     | Бариш Йос — Гібі                             | Barış Yöş - Gibi                                | Номінація |
| Кращий режисер     | Бурку Алптекин — Перелітний птах             | Burcu Alptekin - Yalı Çapkını                   | Номінація |
| Кращий режисер     | Несліхан Єшилюрт — Зовсім інша людина        | Neslihan Yeşilyurt - Bambaşka Biri              | Номінація |
| Кращий режисер     | Семіх Багджи — Сапфір                        | Semih Bağcı - Safir                             | Номінація |
| Кращий режисер     | Серкан Биринджи — Мої брати і сестри         | Serkan Birinci - Kardeşlerim                    | Номінація |
| Кращий режисер     | Зейнеп Гюнай Тань, Серен Юдже — Клуб         | Zeynep Günay Tan, Seren Yüce - Kulüp            | Номінація |
| Найкращий сценарій | Меліс Цівелек, Зейнеп Гюр — Кизиловий шербет | Melis Civelek, Zeynep Gür - Kızılcık Şerbeti    | Перемога  |
| Найкращий сценарій | Айше Ферда Ерилмаз, Нехір Ердем — Жар-птиці  | Ayşe Ferda Eryılmaz, Nehir Erdem - Ateş Kuşları | Номінація |
| Найкращий сценарій | Азіз Кеді, Фейяз Їгіт — Гібі                 | Aziz Kedi, Feyyaz Yiğit - Gibi                  | Номінація |
| Найкращий сценарій | Бурджу Овер — Сапфір                         | Burcu Över - Safir                              | Номінація |
| Найкращий сценарій | Кан Сінан — Камінь бажань                    | Can Sinan - Dilek Taşı                          | Номінація |
| Найкращий сценарій | Етхем Озишик — Зовсім інша людина            | Ethem Özışık - Bambaşka Biri                    | Номінація |
| Найкращий сценарій | Хакан Бономо — Сім'я                         | Hakan Bonomo - Aile                             | Номінація |
| Найкращий сценарій | Хілаль Їлдіз — Дикий                         | Hilal Yıldız - Yabani                           | Номінація |
| Найкращий сценарій | Мехмет Бариш Гюнгер — Перелітний птах        | Mehmet Barış Günger - Yalı Çapkını              | Номінація |
| Найкращий сценарій | Сема Ергенекон — Вирок                       | Sema Ergenekon - Yargı                          | Номінація |

### Ведучі
| Категорія         | Номінант           | Оригінальна назва                              | Результат |
| ----------------- | ------------------ | ---------------------------------------------- | --------- |
| Найкраща ведуча   | Мюге Анли          | Müge Anlı — Müge Anlı ile Tatlı Sert           | Перемога  |
| Найкращий ведучий | Кенан Імірзалиоглу | Kenan İmirzalıoğlu — Kim Milyoner Olmak İster? | Перемога  |